# Realme GT Master Edition
realme GT Master та realme GT Explorer Master Edition (скорочено realme GT ME та realme GT EME) — смартфони компанії realme, що входять у субфлагманську-флагманську серію GT. Були представлені 21 липня 2021 року.
В Україні офіційно продається тільки realme GT Master Edition, старт продажів якого був оголошений 4 листопада 2021 року.

## Дизайн
Екран обох моделей виконаний зі скла. 
У realme GT ME задня частина виконана з матового пластику або еко-шкіри в кольорі Мандрівний сірий. Бокова частина виконана з глянцевого пластику.
Знизу розміщені роз'єм USB-C, динамік, мікрофон та 3.5 мм аудіороз'єм. Зверху розташований додатковий мікрофон. З лівого боку розміщені кнопки регулювання гучності та  слот під 2 SIM-картки. З правого боку розміщена кнопка блокування.
У realme GT EME задня частина виконана з матового скла або еко-шкіри в сірому та абрикосовому кольорах. Бокова частина виконана з алюмінію.
Знизу розміщені роз'єм USB-C, динамік, мікрофон та слот під 2 SIM-картки. Зверху розташований додатковий мікрофон. З лівого боку розміщені кнопки регулювання гучності. З правого боку розміщена кнопка блокування.
Дизайн смартфонів у варіантах з еко-шкірою був розроблений спільно з японським дизайнером Наото Фукусава. За словами дизайнера, на дизайн realme GT ME та GT EME його надихнули валізи для подорожей.
realme GT Master Edition продавався в 4 кольорах: Мандрівний Сірий, Космічний Чорний, Місячний Білий та Перламутровий. В Україні смартфон був доступний тільки в Мандрівному Сірому та Перламутровому.
В Китаї realme GT Explorer Master Edition продавався в 4 кольорах: сірий, Снігова Гора (білий), Ранкове Світло (перламутровий) та абрикосовий.

## Технічні характеристики

### Платформа
realme GT ME отримав процесор Qualcomm Snapdragon 778G з графічним процесором Adreno 642L, а GT EME — Qualcomm Snapdragon 870 з Adreno 650.

### Батарея
Батарея realme GT ME отримала об'єм 4300 мА·год, а GT EME — 4500 мА·год. Обидві моделі мають підтримку підтримку 65-ватної швидкої зарядки.

### Камера
realme GT ME отримав основну потрійну камеру 64 Мп, f/1.8 (ширококутний) + 8 Мп, f/2.3 (надширококутний) з кутом огляду 119° + 2 Мп, f/2.4 (макро) з фазовим автофокусом та здатністю запису відео в роздільній здатності 4K@30fps.
realme GT EME отримав основну потрійну камеру 50 Мп, f/1.88 (ширококутний) + 16 Мп, f/2.2 (надширококутний) з кутом огляду 123° + 2 Мп, f/2.4 (макро) з багатоспрямованим фазовим автофокусом, оптичною стабілізацією та здатністю запису відео в роздільній здатності 4K@60fps.
Фронтальна камера отримала з роздільність 32 Мп (ширококутний), світлосилу f/2.5 та здатність запису відео в роздільній здатності 1080p@30fps.

### Екран
realme GT ME отримав екран Super AMOLED, 6.43", Full HD+ (2400 × 1080) зі щільністю пікселів 409 ppi.
realme GT EME отримав екран Super AMOLED із загнутими краями, 6.55", Full HD+ (2400 × 1080) зі щільністю пікселів 402 ppi.
Екрани обох моделей також мають співвідношенням сторін 20:9, частоту оновлення 120 Гц, виріз під фронтальну камеру, що розміщений у верхньому лівому кутку. Також моделі мають вбудований під дисплей оптичний сканер відбитків пальців.

### Звук
realme GT EME отримав стереодинаміки. Роль другого динаміка виконує розмовний. У GT ME тільки один мультимедіний динамік на нижньому торці.

### Пам'ять
realme GT ME продавався в комплектаціях 6/128, 8/128 та 8/256 ГБ. В Україні смартфон був доступний тільки в комплектаціях 6/128 та 8/256 ГБ.
realme GT EME продавався в комплектаціях 8/128 та 12/256 ГБ.

### Програмне забезпечення
Смартфони були випущені на realme UI 2 на базі Android 11. Були оновлені до realme UI 4 на базі Android 13.